# Echeveria chihuahuaensis
Echeveria chihuahuaensis ist eine Pflanzenart aus der Gattung der Echeverien (Echeveria) in der Familie der Dickblattgewächse (Crassulaceae).

## Beschreibung
Echeveria chihuahuaensis wächst mit wenig verzweigten Trieben, die eine Länge von bis zu 5 Zentimeter und einen Durchmesser von etwa 1 Zentimeter erreichen. Die verkehrt eiförmig-länglichen bis verkehrt eiförmig-spateligen oder länglichen Blätter sind dornspitzig und besitzen ein aufgesetztes Spitzchen. Sie werden 4 bis 6 Zentimeter lang und 3 bis 4 Zentimeter breit. Die glauk-weißen bis grünlich weißen Blätter sind am Rand und an den Spitzen gerötet.
Der Blütenstand bildet einen Wickel aus, der ein- bis selten fünfästig ist. Er wird bis 20 Zentimeter lang. Der Blütenstiel wird bis 14 Millimeter lang. Die sehr ungleichen Kelchblätter sind angedrückt oder aufsteigend und die längsten etwa 8 Millimeter lang. Die zylindrische Blütenkrone wird etwa doppelt so lang wie dick. Die rötlichen Kronblätter sind etwa 14 Millimeter lang. 
Die Chromosomenzahl beträgt 2n = 52, 100 oder 102.

## Verbreitung und Systematik
Echeveria chihuahuaensis ist in Mexiko in den Bundesstaaten Sonora, Chihuahua und Durango verbreitet. In einer Population 13 km entfernt von Los Altares in Durango, entlang der Straße nach Topia gibt es ein Vorkommen von Pflanzen mit untypischen dunkelgrünen Blättern.
Die Erstbeschreibung erfolgte 1935 durch Karl von Poellnitz.

## Nachweise